# Dara
Dara o Daras (in greco Δάρας?) è stata un'importante città-fortezza romana (poi bizantina) nella Mesopotamia settentrionale, lungo il confine con l'Impero sasanide. A causa della sua grande importanza strategica, ebbe rilievo fondamentale nei conflitti romano-persiani del VI secolo, e fuori dalle sue mura si verificò una famosa, omonima battaglia nel 530. Oggi la sua posizione è occupata dal villaggio turco di Oğuz.

## Storia

### Fondazione ad opera di Anastasio
Durante la guerra anastasiana del 502-506, gli eserciti romani contrastarono vigorosamente i Persiani Sasanidi. Secondo la Cronaca Siriana di Zaccaria di Mitilene, i generali bizantini accusarono difficoltà per la mancanza di una forte base in quell'area, che si opponesse alla grande città di Nisibi (che fino alla sua cessione nel 363 aveva avuto la medesima funzione per i Romani).
Successivamente, nel 505, mentre il re persiano Kavadh I era distratto nell'Est, l'Imperatore Anastasio I decise di ricostruire il villaggio di Dara, a soli 18 chilometri a ovest di Nisibi e appena 5 km dall'allora confine bizantino-persiano, al fine di realizzare «un rifugio per le legioni nel quale esse potessero riposare, e per la preparazione delle armi, e per sorvegliare il confine». Muratori e operai dalla Siria e da altre parti dell'impero vi furono insediati e lavorarono alla grande opera. La nuova città fu costruita su tre colli, sul più alto dei quali era la cittadella, corredata di grandi empori, di un bagno pubblico, e cisterne d'acqua potabile. Prese dapprima il nome di Anastasiopoli (Greco: Αναστασιούπολις) e divenne la sede del Duce di Mesopotamia.

### Minacciata dai Persiani
La costruzione della città venne criticata aspramente dai Persiani, che consideravano un tale atto una violazione di un trattato di pace firmato pochi decenni prima che imponeva ai due imperi di non costruire fortezze lungo la frontiera bizantino-sassanide. Essi diffidarono l'Imperatore dal costruirla, ma, incurante delle proteste, l'Imperatore romano-orientale completò la costruzione della città fortificata. Del resto i Persiani non avevano la forza per far valere le proprie ragioni, essendo impegnati a respingere la minaccia unna.
Successivamente, durante la guerra iberica (526-532), la città venne attaccata dai Persiani (interessati al punto strategico in cui era stata fortificata), ma il generale romano-orientale Belisario riuscì a sconfiggerli nella battaglia di Dara (luglio 530). Nel 532 si concluse la guerra con la pace eterna; gli accordi preliminari stabilivano che la sede del dux venisse spostata da Dara a Constantina; i Bizantini inoltre dovettero pagare 110 centenaria ai Persiani; se avessero rifiutato questa condizione, avrebbero dovuto distruggere Dara per mantenere la pace. Gli accordi definitivi stabilirono, per quanto riguarda Dara, che «non rimanesse più a lungo un qualche presidio militare a Dara».
Negli anni 530 riguardo alla città di Dara Procopio ci narra che un certo Giovanni, di professione fante, fosse intenzionato a diventarne il padrone e per qualche tempo ci riuscì. Nel quarto giorno di governo della città, tuttavia, alcuni soldati, su consiglio del sacerdote Mamas e del cittadino illustre Anastasio, si recarono al suo palazzo, uccisero le guardie accoltellandole e lo arrestarono. Secondo alcuni invece un venditore di salsicce colpì Giovanni con la mannaia; il colpo inferto non fu però mortale e riuscì a fuggire per poi finire in mano ai soldati. Questi diedero alle fiamme il palazzo e condannarono al carcere l'uomo, che venne alla fine ucciso.
Negli anni 540 la città, secondo la testimonianza di Procopio, aveva due mura, di cui le più interne erano spesse mentre quelle più esterne erano meno spesse però comunque robuste; tra le due mura vi era una distanza di cinquanta piedi, e lo spazio tra le due mura era utilizzata dalla popolazione per far pascolare gli animali quando la città era assalita dal nemico; inoltre ogni torre era alta 100 piedi mentre il resto delle mura 60. Cosroe tentò di espugnarla durante le campagne del 540-545 ma la città di Dara era ben fortificata e difesa dal generale Martino. Cosroe tentò per prima cosa di attaccare le mura occidentali incendiando le porte delle mura piccole; ma nessuno osò penetrarvi all'interno. In seguito decise di scavare una galleria nel lato est della città, l'unica parte delle mura che poteva essere scavata, dato che il resto delle mura vennero erette nella roccia. Tuttavia gli abitanti della città, venuti a sapere del piano di Cosroe, inventarono una contromossa: con l'aiuto dell'ingegnere Theodoras scavarono la loro trincea in senso obliquo in modo che i Sasanidi, scavando scavando, finissero nella trincea dei Daresi. Quando questo accadde, i Daresi assalirono e uccisero il primo dei nemici mentre gli altri persiani scapparono nei loro accampamenti. Allora Cosroe I, disperando ormai di espugnare la fortezza, negoziò con i Daresi e ottenne da essi mille libbre d'oro, dopodiché ritornò in Persia.
Nel 549, sempre durante il regno di Giustiniano, il re di Persia Cosroe I pianificò un piano per impadronirsi della città. Inviò Isdigousunaus a Costantinopoli, apparentemente come emissario, facendolo accompagnare da 500 soldati persiani. Durante il viaggio si sarebbero fermati a Dara, e durante la notte ognuno dei soldati avrebbe dato alle fiamme il proprio alloggio. Alla fine i Daresi si sarebbero distratti per spegnere le fiamme mentre i 500 soldati avrebbero aperto le porte della città ai Persiani. Il piano però fallì in quanto Giorgio, che si trovava a Dara in quel periodo, conosciuto il piano sasanide grazie a un disertore, rifiutò di permettere a 500 soldati persiani di alloggiare nella città. Così Isdigousunaus poté portare dentro la città solo 20 uomini e il piano fallì.

### Ricostruzione ad opera di Giustiniano
Secondo Procopio, la veloce costruzione delle mura originarie risultò di povera qualità, e le severe condizioni climatiche della regione ne esacerbarono i problemi, rovinandone alcune sezioni. Allora, l'Imperatore Giustiniano I dette l'avvio a importanti restauri, dopo i quali fu cambiato il nome della città in Iustiniana Nova. Le mura furono rialzate portando la loro altezza da 30 a circa 60 piedi (20 m). Le torri furono rinforzate e alzate da 60 a 100 piedi (30 m). Infine sul fronte sud, il più debole, fu realizzato un fossato esterno pieno d'acqua a forma di mezzaluna e venne spianata una collinetta in grado di nascondere i tentativi nemici di scavare gallerie per minare le mura.
Gli ingegneri di Giustiniano inoltre deviarono il corso del vicino fiume Cordes realizzando un canale che approvvigionasse abbondantemente la città. Allo stesso tempo, essendo il corso del canale sotterraneo per gran parte del percorso, la guarnigione era in grado di negare l'acqua agli assedianti, fatto questo che salvò la città in diverse occasioni.

### Storia successiva
La città fu più tardi assediata e annessa dai Persiani nel 573-574, ma fu restituita ai Bizantini da Cosroe II dopo il trattato romano-persiano del 590. Fu ripresa da Cosroe nel 604-05 dopo un assedio di nove mesi, recuperata nuovamente all'Impero romano d'Oriente da Eraclio, e alla fine presa dagli Arabi nel 639. Dopo ciò la città perse la sua importanza strategica, declinò fino a tornare allo stato di modesto villaggio quale è tutt'oggi.

## Scavi archeologici
Gli scavi hanno portato alla luce i resti della fortezza (cittadella) e delle mura, una necropoli scavata nella roccia, imponenti opere di canalizzazione sotterranea delle acque con cisterna, una strada. La tecnica edilizia bizantina si avvale qui anche di apporti indigeni della manodopera locale. Poco frequentato dai turisti il sito è liberamente accessibile da Oğuz (autobus da Mardin due volte al giorno).

## Galleria d'immagini

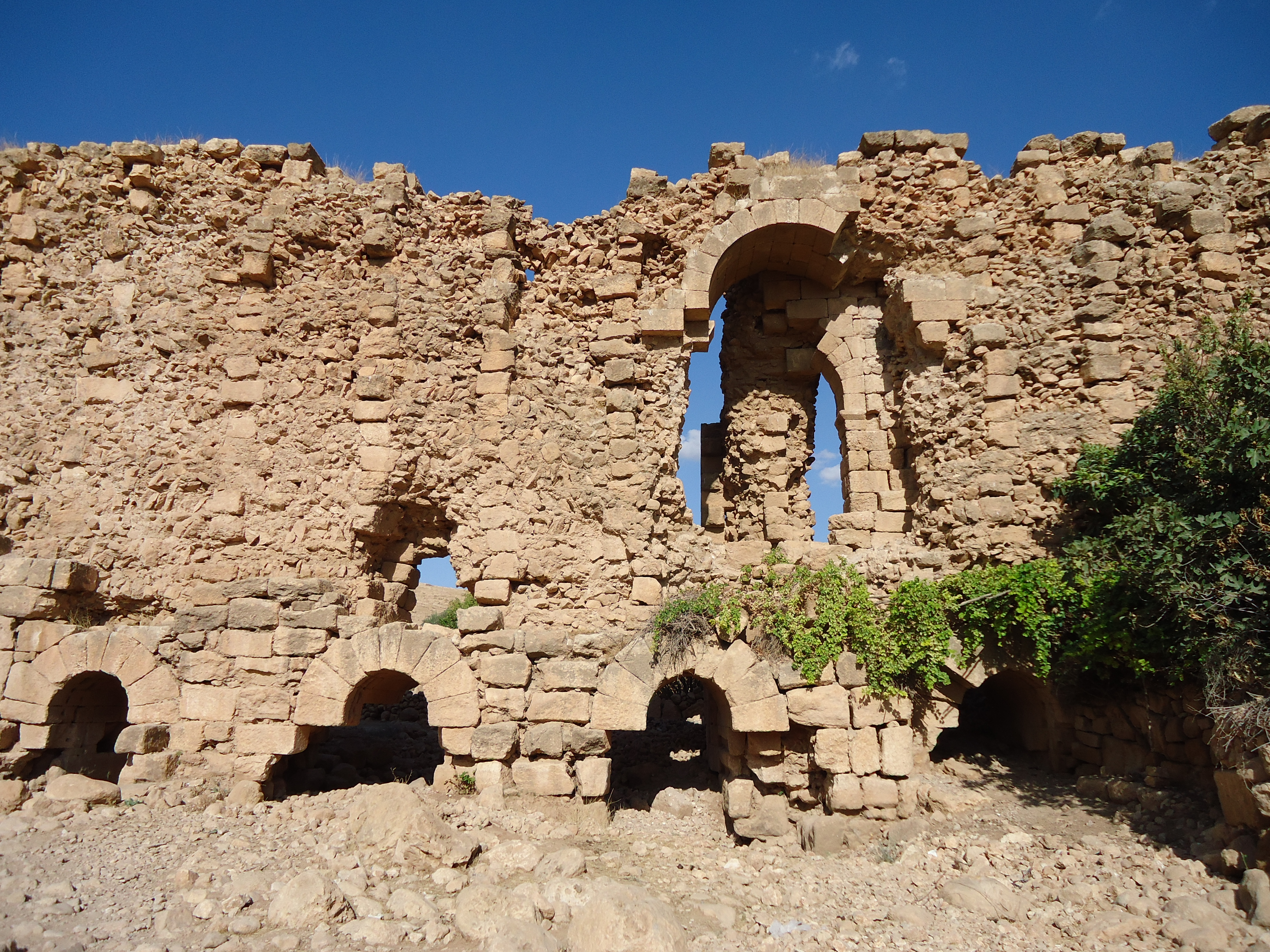
Fortificazioni
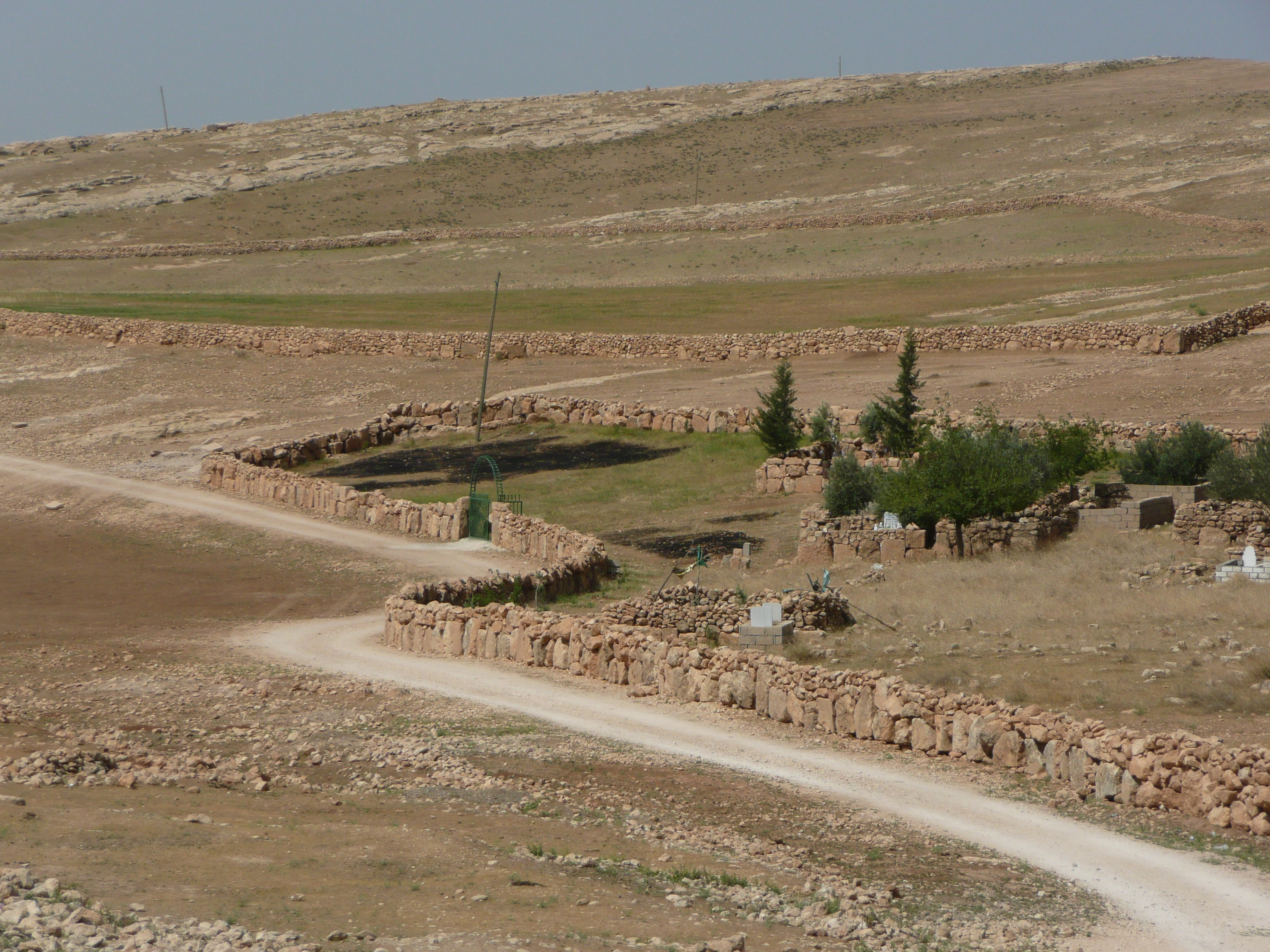
Scavi
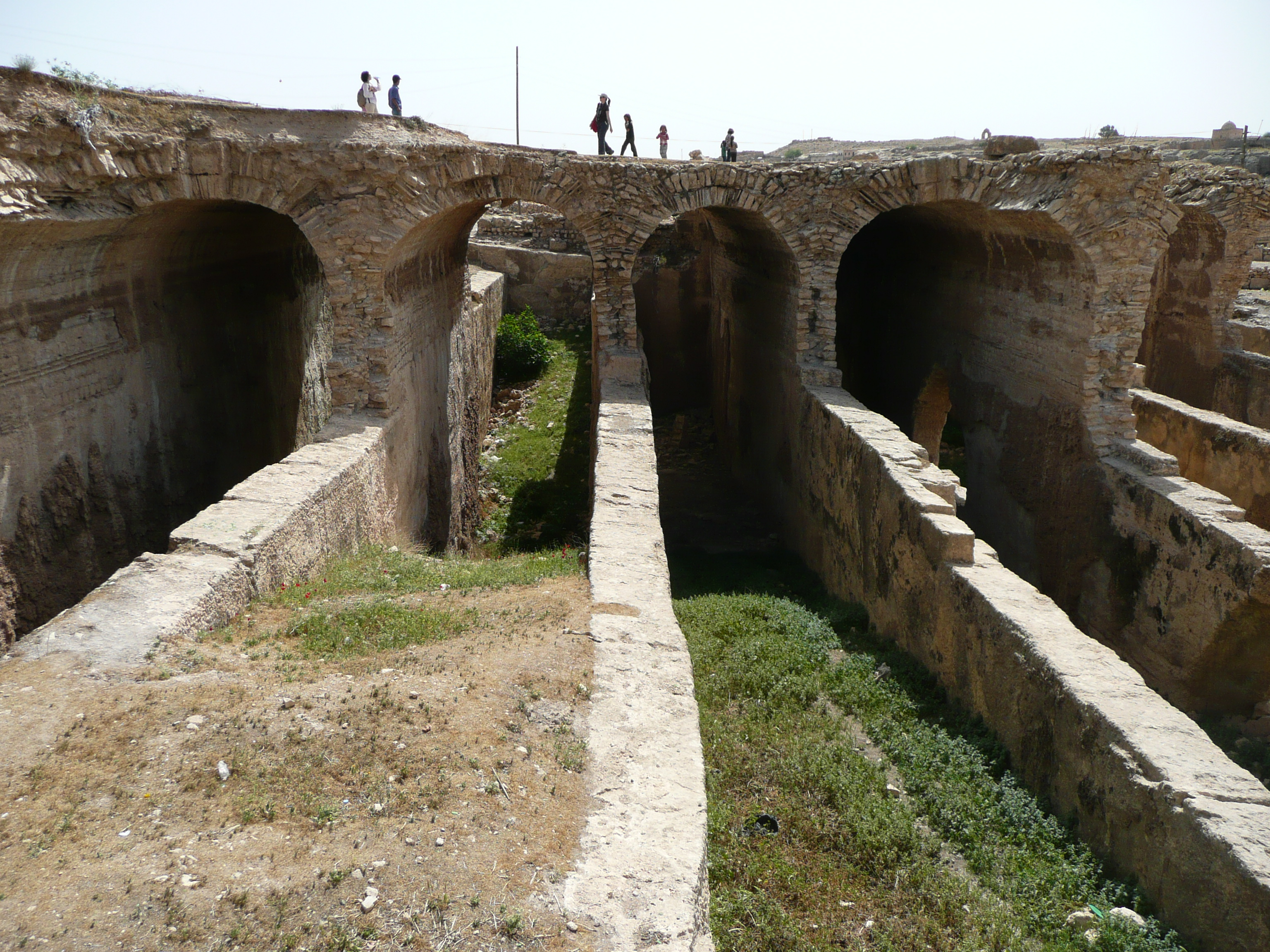
Cisterna
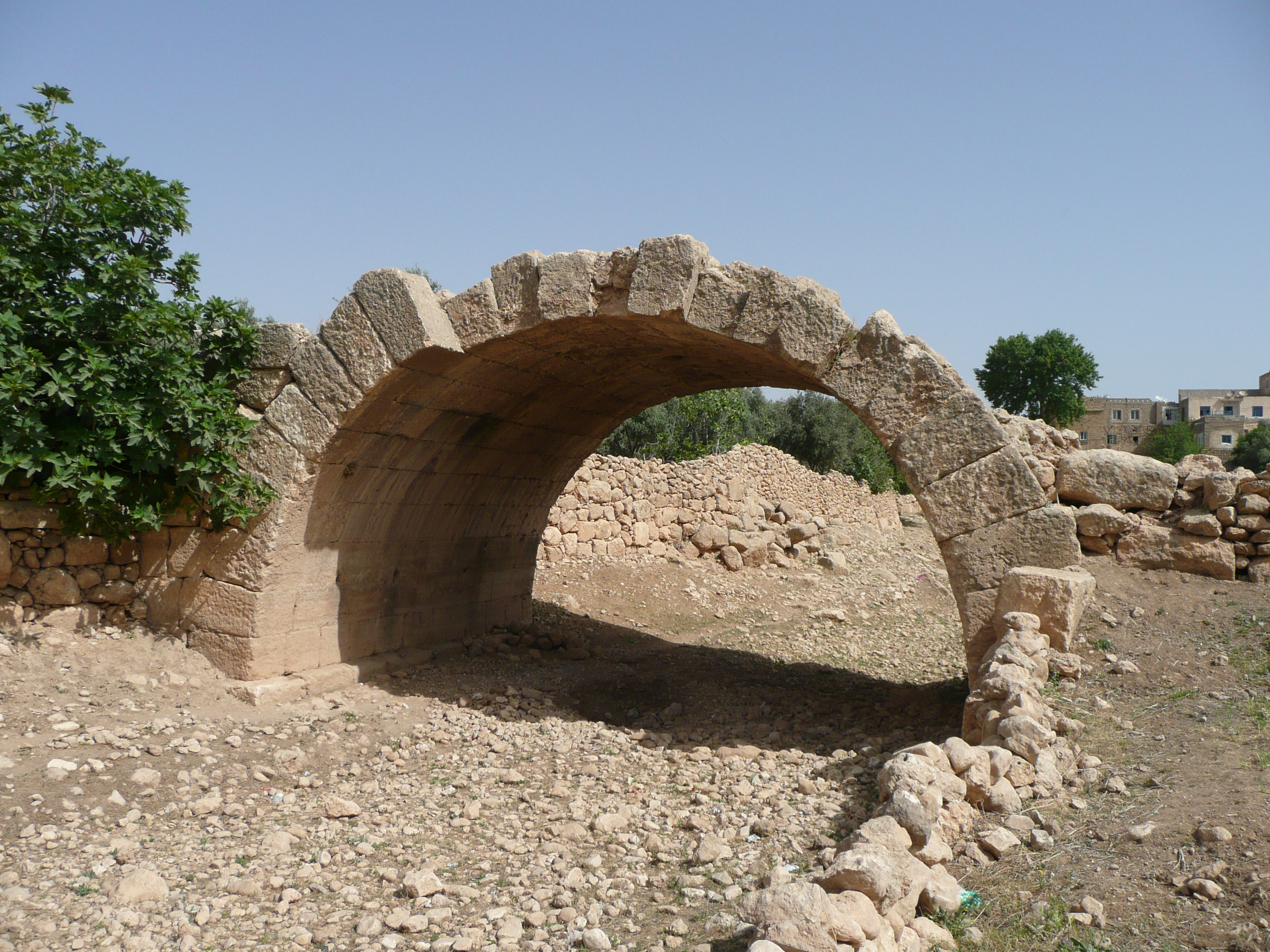
Arco (canalizzazione)
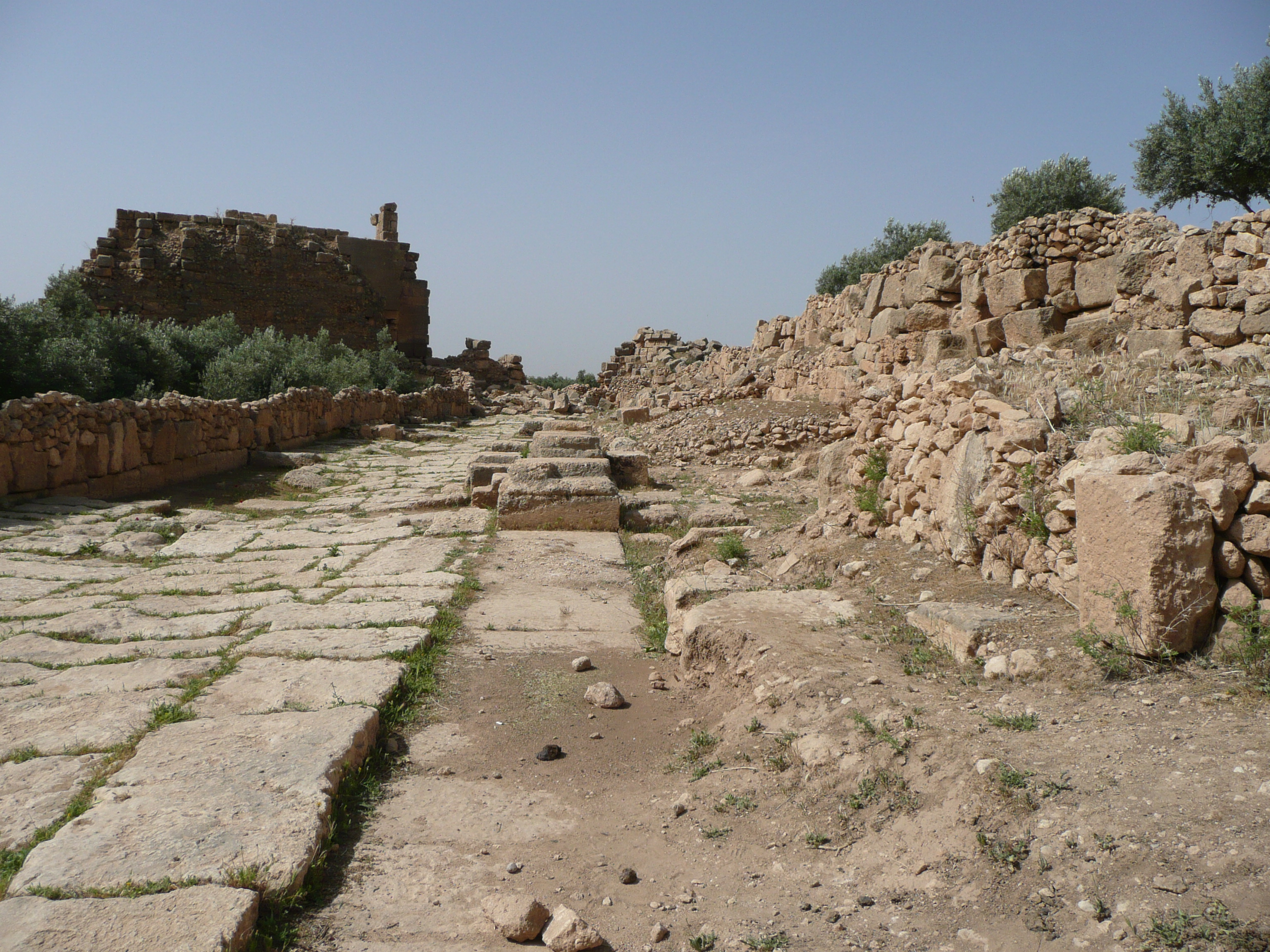
Strada
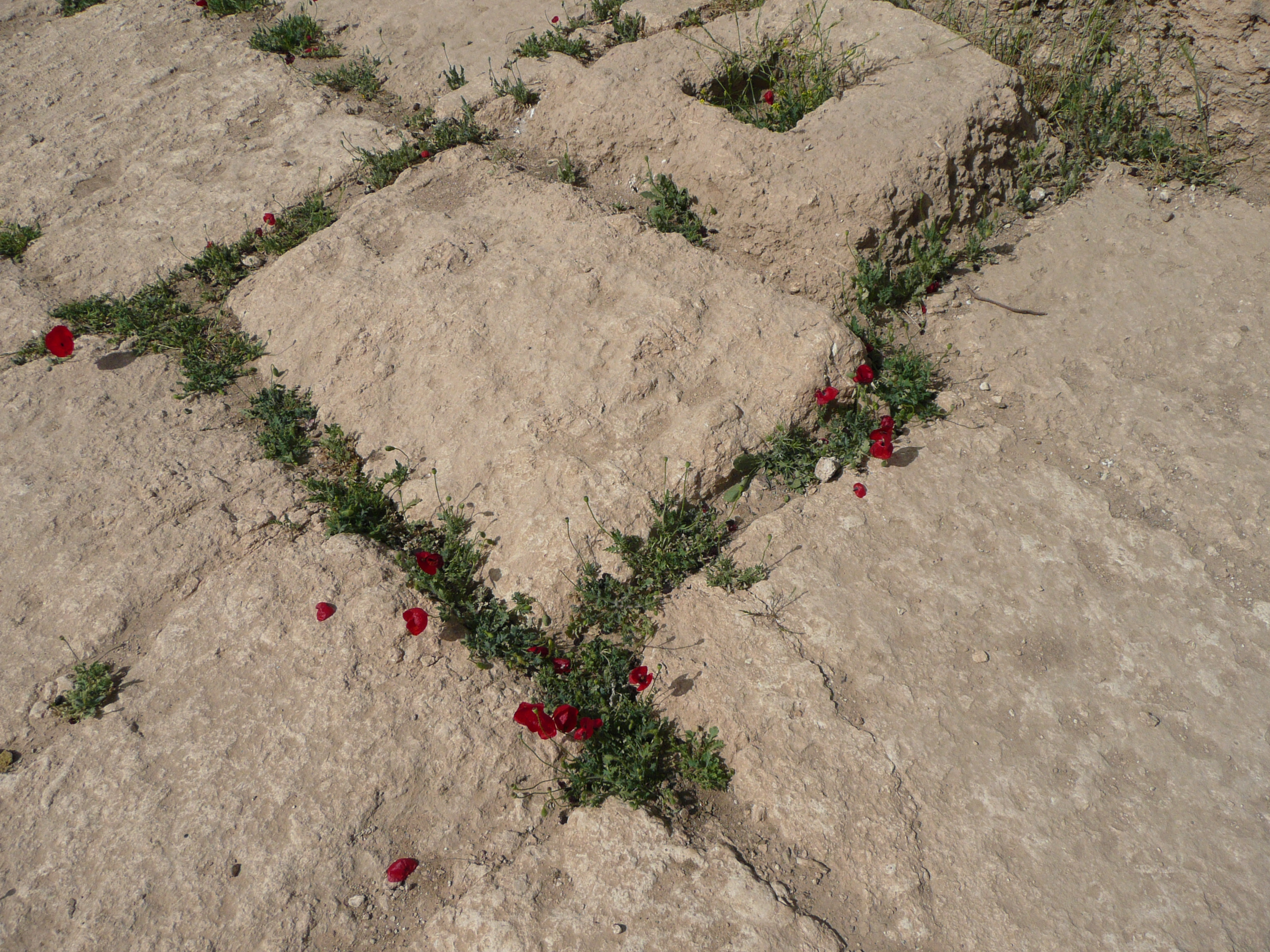
Strada (particolare)
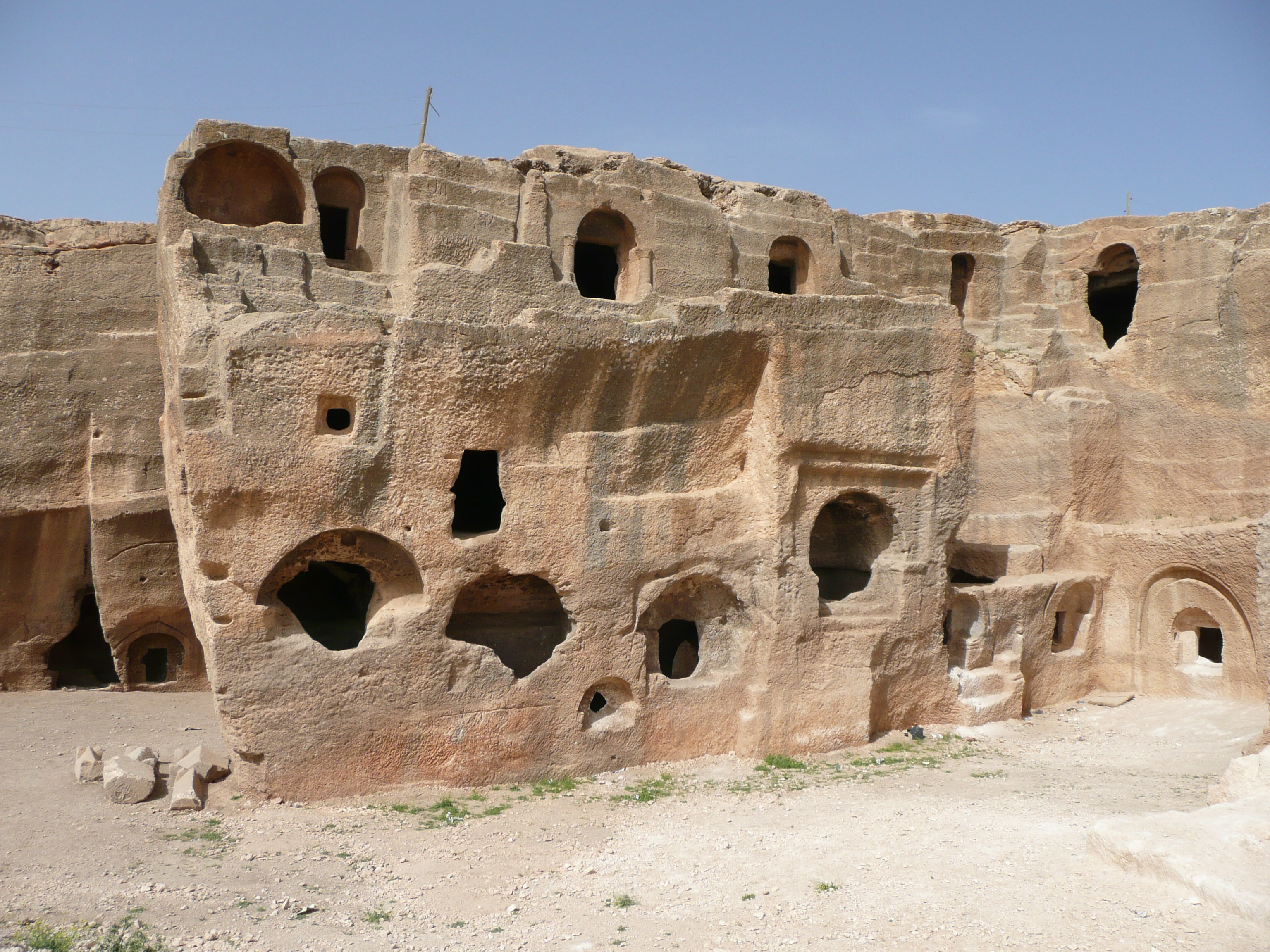
Necropoli
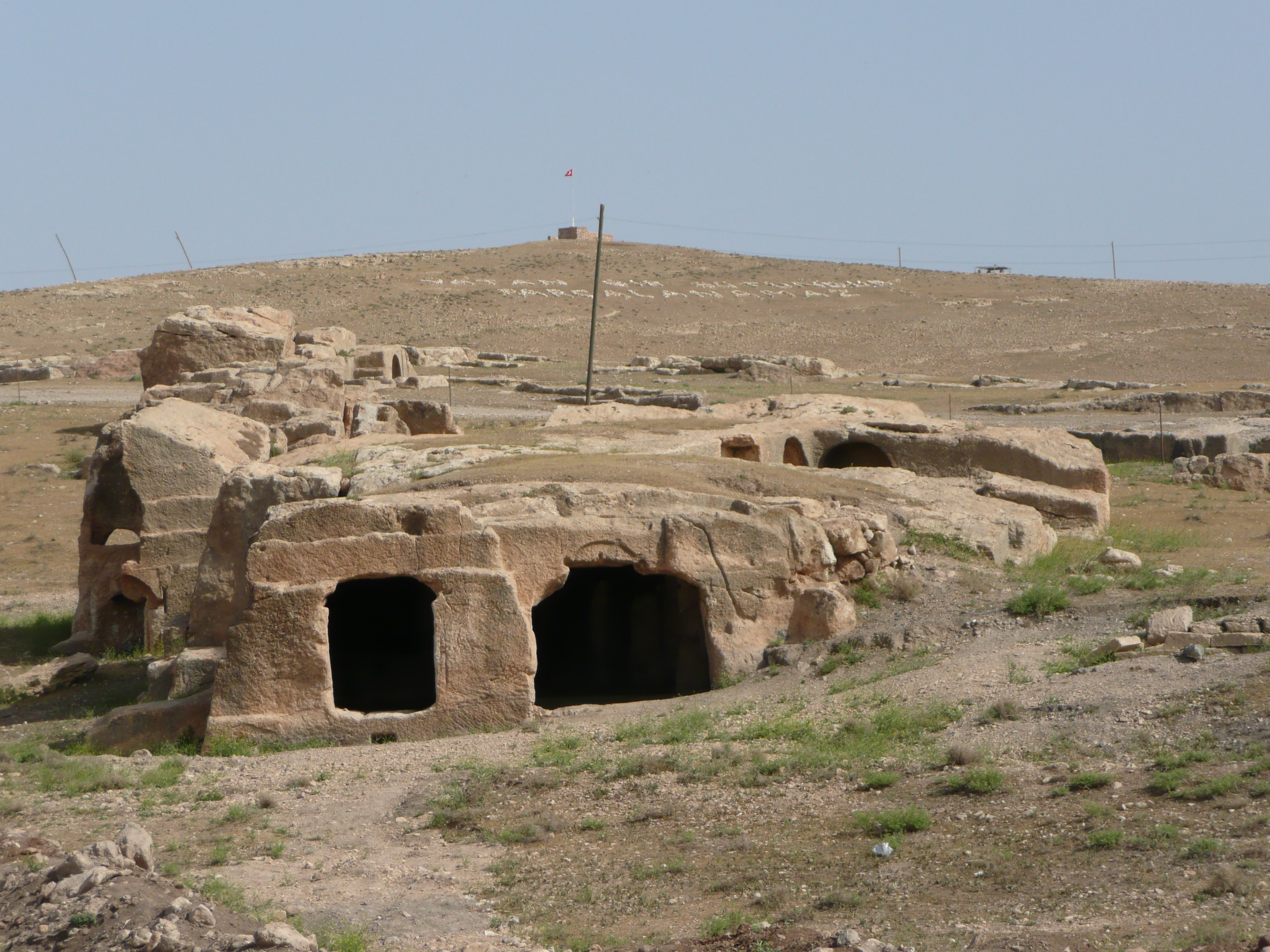
Necropoli
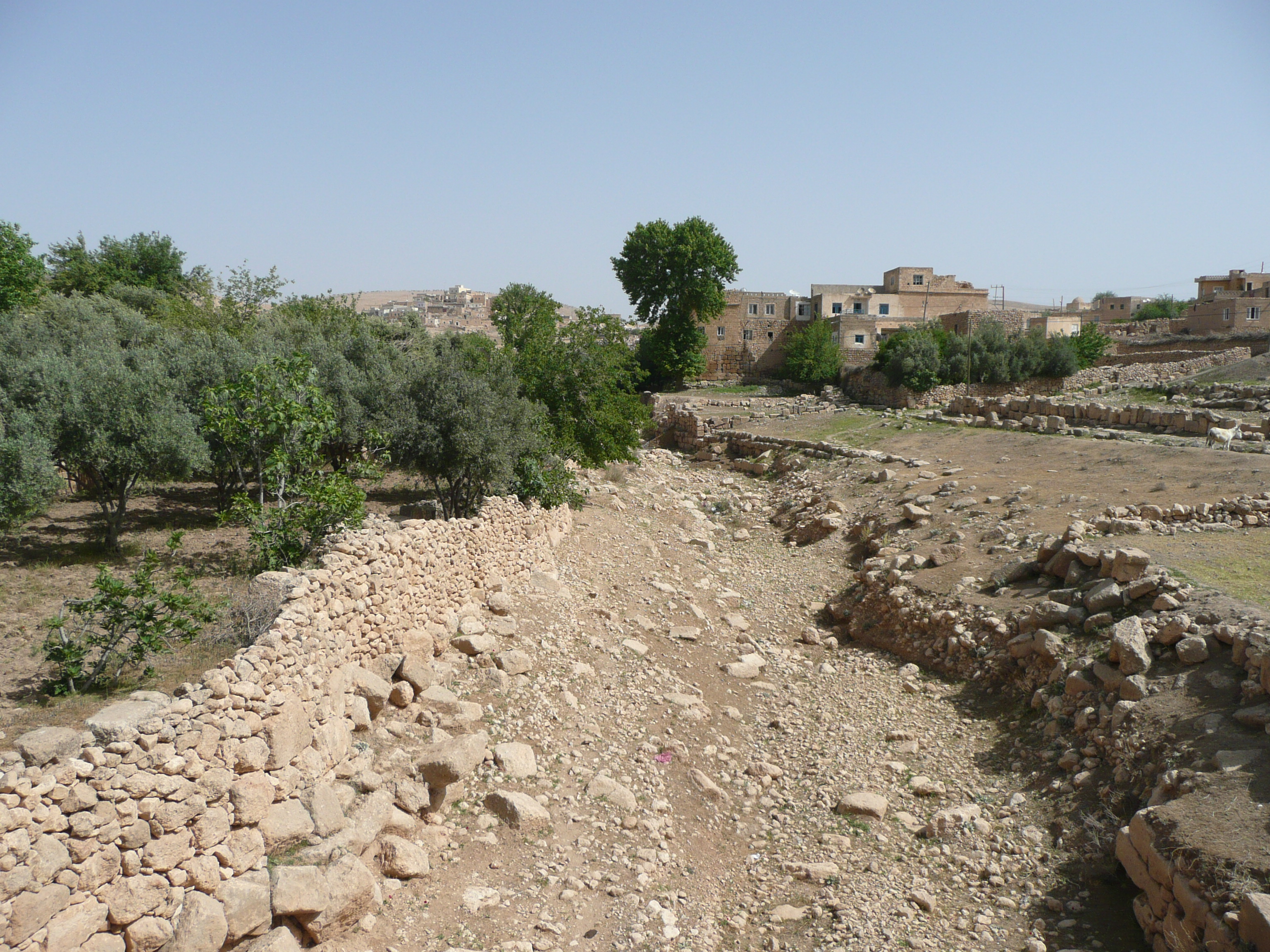
Scavi prossimi all'abitato
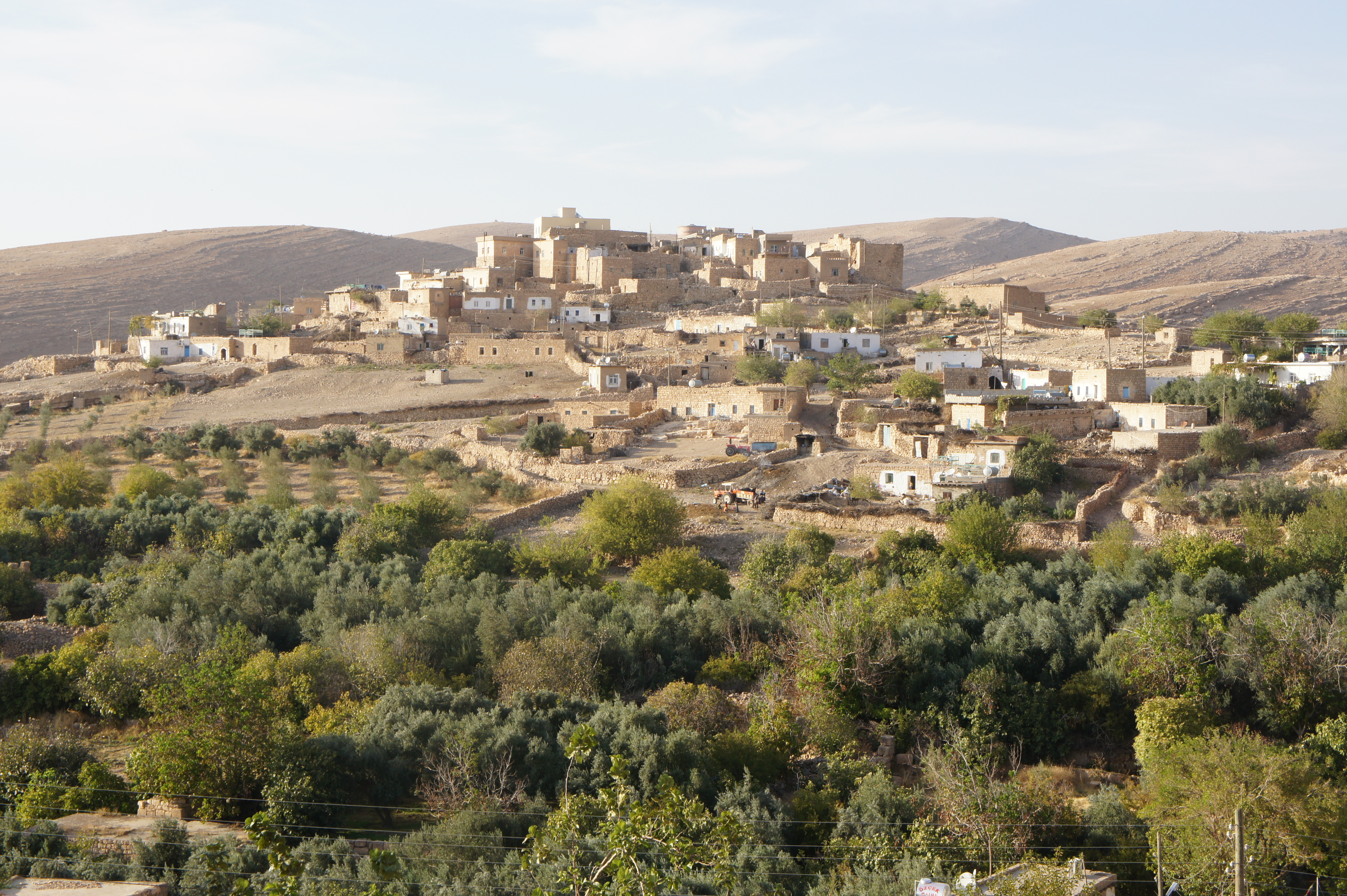
Paese di Oğuz visto dagli scavi